# Shinryaku! Ika Musume
Shinryaku! Ika Musume (侵略!イカ娘?), también llamado como The Squid Girl en inglés, es una serie de manga escrita e ilustrada por Masahiro Anbe y publicada por la editorial Akita Shoten en su revista Weekly Shōnen Champion. Es publicado en Taiwán por Chingwin Publishing Group. Una adaptación al anime producido por Diomedéa se emitió por TV Tokyo, desde el 4 de octubre de 2010 hasta el 20 de diciembre de 2010. Una segunda temporada comenzó a emitirse con el nombre de Shinryaku!? Ika Musume desde el 26 de septiembre de 2011.

## Personajes
Ika Musume (イカ娘?)
Chica Calamar, en el doblaje de Hispanoamérica
Seiyū: Hisako Kanemoto
Actriz de doblaje (Hispanoamérica): Yanitzé Ramírez
Una chica proveniente del mar que planea invadir a la humanidad, esto como castigo por la contaminación al mar. Sin embargo, después de causar daños a un restaurante de playa, ella se ve obligada a trabajar como camarera para pagar por los daños al intentar cargarse a un mosquito, además duerme en la residencia Aizawa. Al igual que un calamar, tiene diez tentáculos totalmente controlables que sobresalen de la parte superior de la cabeza como cabello, y puede arrojar tinta de calamar de su boca. A ella le encanta comer camarón y tiene temor por las orcas quienes son sus depredadores naturales, este temor le ha llevado incluso al punto de confundir flotadores con forma de orca por orcas reales. Casi siempre termina sus frases con "geso" (ゲソ?) como una partícula final. A pesar de ser algo distraída y totalmente ignorante de las costumbres humanas, es muy talentosa en las matemáticas.
Eiko Aizawa (相沢 栄子 Aizawa Eiko?)
Seiyū: Ayumi Fujimura
Actriz de doblaje (Hispanoamérica): Araceli Romero
El gerente de la tienda que tiene el pelo rojo. Ella es una chica fuerte mentalmente, pero se molesta por el comportamiento de Ika, sin embargo ella le presta mucha atención a Ika. Su punto débil es el estudio. Tiene una Super Famicom con la que juega con frecuencia. 
Chizuru Aizawa (相沢 千鶴 Aizawa Chizuru?)
Seiyū: Rie Tanaka
Actriz de doblaje (Hispanoamérica): Wendy Malvárez
La hermana mayor de Eiko de pelo azul y nunca muestra sus ojos en la mayoría de las situaciones. Ella parece ser bastante amable, sin embargo, cuando algo le molesta, ella puede mostrar una capacidad sobrehumana y es en realidad mucho más aterradora que Eiko. Tiene un aura terrorífica, al abrir sus ojos mantiene a Ika controlada y a otros le da temor.
Takeru Aizawa (相沢 たける Aizawa Takeru?)
Seiyū: Miki Ōtani
Actor de doblaje (Hispanoamérica): Sebastián Albavera
Es el hermano menor de Eiko y Chizuru, que le gusta jugar con Ika. Ika, por el contrario, le veía como un subordinado pero con el pasar del tiempo empezó a actuar más como una tercera hermana mayor, sin olvidar sus planes de invasión usualmente usa a takeru como conejillo de indias aunque de todos modos juega con él frecuentemente y suele preocupase por él.
Gorō Arashiyama (嵐山 悟郎 Arashiyama Gorō?)
Seiyū: Yuichi Nakamura
Actor de doblaje (Hispanoamérica): Carlos Domínguez
Un salvavidas y amigo de infancia de Eiko. Él está enamorado de Chizuru y mantiene en secreto varias fotos de ella.
Sanae Nagatsuki (長月 早苗 Nagatsuki Sanae?)
Seiyū: Kanae Itō
Actriz de doblaje (Hispanoamérica): Lili Vela
Una amiga del vencidario de Eiko quien tiene un perro llamado Alex. Ella desarrolla un apego obsesivo hacia Ika, constantemente toma fotos de ella y trata de intimar con ella, como consecuencia suele sufrir un ataque por parte de Ika.         
Keiko Furukawa (古川 蛍子 Furukawa Keiko?)
Seiyū: Misato Fukuen
Keiko es la oficial de policía encargada de la seguridad de la playa Lemon. Al principio ella se comportaba como una persona seria y al parecer malhumorada, tanto que intento arrestar a Ika, sin embargo cuando vio que los tres idiotas estaban haciendo algo extraño decidió ignorar a ika, el resto es historia ,apareció totalmente cambiada, siendo una chica dulce, amable pero algo torpe, seguramente por algo que Clark le hizo con alguno de sus rayos extraños, sin embargo eso hizo que se convirtiera en una persona más agradable y linda ,claramente ella y ruka shirosugi se conocían desde que ella era presidenta de la clase y shiro Chan una delincuente.
Ruka Shirosugi (白椙 留夏 Shirosugi Ruka?)
Seiyū: Hiroko Ushida
Actriz de doblaje (Hispanoamérica): Mildred Barrera
Es la enfermera encargada de la playa Lemon. Es una mujer responsable, aunque bastante temperamental. Conoció a Ika cuándo esta se lesionó, advirtiéndole lo peligroso que es depender demasiado de la enfermería por lo irresponsable que puede volverse la gente, lo que demuestra que su verdadera forma de ser es de una persona que se preocupa por los demás. Es muy talentosa dibujando, aunque sus dibujos son bastante infantiles y ella preferiría otro tipo de estilo. Se volvió enfermera para tratar de resarcir todo el daño que hizo en sus días de delincuente. Debido a las facciones de su rostro, sus agallas y gran fuerza tiene un cierto parecido con Xena la princesa guerrera.
Nagisa Saitō (斉藤 渚 Saitō Nagisa?)
Seiyū: Azusa Kataoka
Actriz de doblaje (Hispanoamérica): Verania Alhelí Ortiz
Una chica surfista que comienza a trabajar en la casa de playa "Lemon". A diferencia de los demás, ve Ika como una amenaza real para la humanidad y le tiene temor. Ika, por el contrario, disfruta de que hay alguien que le teme y constantemente se burla de ella cada vez que puede. Durante un corto período, Nagisa empezó a vestirse como un hombre con el fin de atraer clientela femenina, pero ella renunció después al asumir que tienen que reconocer a Ika como un invasor.   
Cindy Campbell (シンディー・キャンベル Shindī Kyanberu?)
Seiyū: Hitomi Nabatame
Actriz de doblaje (Hispanoamérica): Alicia Barragán
Una investigadora de extraterrestres de los Estados Unidos que cree que Ika es un extraterrestre y trata que Ika lo admita, esto para que pueda llevarla a su laboratorio, cindy llama la atención de los hombres debido a su exuberante físico, el cual se acentúa debido a que siempre anda vestida en bikini.
Kiyomi Sakura (紗倉 清美 Sakura Kiyomi?)
Seiyū: Kokoro Kikuchi
Actriz de doblaje (Hispanoamérica): Desireé González
Una chica de secundaria que se hace amiga de Ika después de que una broma salga mal. Ella es la primera persona que junto a yue y tomomi se hace amiga de Ika y que más tarde se convierten en las mejores amigas, tanto qué juntas fundan el llamado club de invasión que básicamente tiene que ver con invadir todo a su alrededor
Ayumi Tokita (常田 鮎美 Tokita Ayumi?)
Seiyū: Ayako Kawasumi
Actriz de doblaje (Hispanoamérica): Azucena Miranda
Es la hija del dueño de la casa de playa vientos del sur. Por su belleza atrae a muchos clientes, pero es muy tímida con las personas. Para hacer frente a la gente, su padre la viste con un traje espeluznante con forma de Ika, el cual contiene diversos utensilios de cocina que a menudo salen arruinadolo todo.
Harris (ハリス Harisu?), Clark (クラーク Kurāku?) y Martin (マーティン Mātin?)
Seiyū: Seiji Sasaki, Anri Katsu, Tetsuo Gotō
Actores de doblaje (Hispanoamérica): Carlos Segundo, Mario Castañeda, Gerardo Reyero
Son los colegas de Cindy que estudiaron en el MIT y trabajan en un laboratorio secreto en la playa. A pesar de tener el talento para hacer contribuciones beneficiosas para la humanidad, su deseo de comunicarse con los extraterrestres es más importante para ellos, por lo tanto se les denomina 'El Trío de Idiotas' (3バカトリオ San Bakatorio?); en el doblaje en español para Hispanoamérica de Anime Onegai se les menciona como 'Los Tres Chiflados'.
Kozue Tanabe (田辺 梢 Tanabe Kozue?)
Seiyū: Akemi Kanda
Actriz de doblaje (Hispanoamérica): Annie Rojas
Una chica amable con un aura apacible, que a veces habla con Ika, dando a entender que la invasión podría no ser la mejor solución ya que no todos los humanos son malos. Se da a entender que ella también viene del mar, ya que tiene un sombrero similar al de Ika y hace declaraciones que indican que no es humana. Las primeras sílabas de su nombre son 'tako' (たこ?)), es decir, el pulpo.
Aiko Saitō (斉藤 愛子 Saitō Aiko?)
Seiyū: Hiroko Ushida
Actriz de doblaje (Hispanoamérica): Estrella Melgarejo
Es la hermana mayor de Nagisa, Es la maestra en la escuela donde asiste Takeru y sus amigos; tiene una gran rivalidad con Ika por la atención de los niños.
Es la única persona que no se lleva bien con Ika Musume, su edad no debe ser más de 20, es muy inteligente y se graduó en Toudai. Es una mujer muy hermosa y también divertida; muy apegada a sus valores y apasionada de su trabajo; su meta de vida es moldear las mentes de los niños para guiarlos por el buen camino y llegar a ser un ejemplo a seguir, siempre compite con Ika y muchas veces pierde, pero nunca pierde el espíritu ni su gran carácter,suele beber en sus descanzos(lo cual la hace más graciosa).

## Media

### Manga
El manga de Masahiro Anbe comenzó a serializarse en la revista Weekly Shōnen Champion desde julio de 2007 y finalizó en el 2016.

### Anime
Una adaptación al anime de 12 episodios producido por Diomedéa salió al aire por TV Tokyo entre el 4 de octubre de 2010 y el 20 de diciembre de 2010. El quinto y sexto volumen DVD / Blu-ray, serán publicados el 20 de abril de 2011 y el 18 de mayo de 2011, contendrá "Mini-Ika Musume" (historias secundarias). El Opening es "Let's Invade!" (侵略ノススメ☆ Shinryaku no Susume☆?) interpretado por ULTRA-PRISM con Hisako Kanemoto, y el Ending es "Metamerism" (メタメリズム Metamerizumu?) interpretado por Kanae Itō. Se ha dado luz verde a la segunda temporada del anime el cual ya ha concluido.